# Ronnenberg
Ronnenberg är en stad i Region Hannover i förbundslandet Niedersachsen i Tyskland.